# HERG
hERG((the human  Ether-à-go-go-Related Gene)는 칼륨 이온 통로의 알파 소단위인 Kv11.1로 알려진 단백질을 암호화하는 유전자(KCNH2)이다. 이 이온 채널(간단히 'hERG'라고도 함)은 심장의 전기 활동에 기여하는 것으로 가장 잘 알려져 있다. hERG 채널은 심장 활동 전위의 재분극 IKr 전류를 중재하여 심장 박동을 조정하는 데 도움이 된다.
세포막을 통해 전류를 전도하는 이 채널의 능력이 약물 적용이나 일부 가족의 드문 돌연변이로 인해 억제되거나 손상되면 긴 QT 증후군이라는 잠재적으로 치명적인 장애가 발생할 수 있다. 반대로, 이러한 채널을 통해 전류를 증가시키는 유전적 돌연변이는 관련 유전성 심장 박동 장애 짧은 QT 증후군을 유발할 수 있다. 시장에서 임상적으로 성공한 다수의 약물은 hERG를 억제하여 QT를 연장하고 잠재적으로 심장 박동의 치명적인 불규칙성(torsades de pointes라고 불리는 심실 빈맥 부정맥)을 초래하는 경향이 있었다. 이로 인해 hERG 억제는 약물 개발 중에 피해야 하는 중요한 항표적이 되었다.
hERG는 또한 신경계의 일부 세포 기능을 조절하고 백혈병 세포에서 암과 유사한 특징을 확립하고 유지하는 것과 관련이 있다.